# 上海申花足球俱乐部2013赛季
上海申花足球俱乐部2013赛季是上海申花足球俱乐部在中超的第十个赛季，也是第32次征战中国最高级别的足球联赛，俱乐部也将参加2013年中国足协杯。

## 赛季综述
赛季开始之前，申花俱乐部与去年引进的中超最大牌外援迪迪埃·德罗巴的去留产生了矛盾，最终双方在1月底达成协议，德罗巴转头土耳其豪门加拉塔萨雷。至此，去年申花斥巨资引进的两名外援阿内尔卡与德罗巴相继转会离开。
2月18日，中国足协纪律委员会依据《中国足球协会纪律准则及处罚办法》决定，对涉及中国足坛反腐风暴中参与打假球的上海申花队扣除2013年中超联赛积分6分，罚款人民币100万元；收回球队2003年中国足球甲A联赛冠军头衔，也就是说2013赛季，上海申花队从负6分开始比赛。
3月31日，中国联赛第三轮上海申花主场对阵辽宁宏运的比赛前申花俱乐部再陷「欠薪门」，朱骏与五大国有股东发生纠纷，三大南美主力外援莫雷诺、斯基亚维和托兰佐以欠薪为由集体罢赛，而申花却逆势而上在落后两球的情况下2-2逼和了对手。联赛第四轮，在外援依旧罢赛，主帅巴蒂斯塔也被欠薪的管理乱象下球队0-0客场逼和了杭州绿城，用了四轮联赛填平了被中国足协所处罚的6分，并以净胜球的优势暂时超越武汉卓尔，排在联赛第14位。
填平罚分后的申花在联赛中也保持着良好的上升势头，第五轮，上海申花主场对战山东鲁能，在场面被动落后一球的不利局面下，后来追上2-1击败了排名靠前的山东鲁能；第六轮，上海申花在伤停补时阶段进球得分1-1逼和了主场作战的青岛中能；第七轮与上海上港的同城德比中再次在落后一球的情况下逆转对手，以2-1取得联赛第三次胜利。联赛第八轮，上海申花客场挑战排名垫底的武汉卓尔，更是神奇的落后三球追三球，3-3逼和了对手。联赛前八轮五次在落后的情况下完成逆转，上海申花也被媒体冠以「落后的申花惹不起」之名。
联赛第九轮，上海申花主场面对卫冕冠军广州恒大，在上半场围攻恒大未能取得进球的情况下，最终实力不济以0-3告负。
5月23日，自动晋级足协杯第三轮的上海申花在主场以2-3不敌乙级联赛球队大理锐龙。比赛之前，上海申花队主教练巴蒂斯塔药物过敏昏迷后初愈，由于乙级球队没有外援，所以以全华班且半替补阵容迎战的申花最终主场2-3输掉了比赛，也爆出了2013年中国足协杯的最大冷门。
2013年7月4日，申花宣布巴蒂斯塔因为个人原因辞职。在申花的帅位上，巴蒂斯塔坐了整整400天，申花历史上执教场次第二多的外籍主帅。前不久，巴蒂斯塔曾因服用了头孢后出现过敏性休克的迹象，被送进医院急救。 随后也爆出俱乐部对巴蒂斯塔欠薪的消息，中方教练组组长沈祥福即时出任申花主教练。
最终，从负六分起步得上海申花以38分的积分排名第八。但据统计，申花在客场的比赛中表现不佳，在除去德比战的客场比赛中，上海申花未能取得一场胜利。队内首席射手为打进11球的菲拉斯·哈蒂布，莫雷诺和达迪分别以10球和9球位列二、三位。

## 赛季转会

### 冬季转会

#### 转入
| 号码 | 位置 | 国籍   | 姓名              | 出生日期      | 年龄 | 性质     | 前属球队       | 转会窗口 | 转会费                 |
| ---- | ---- | ------ | ----------------- | ------------- | ---- | -------- | -------------- | -------- | ---------------------- |
| 7    | 中场 | 中国   | 王长庆            | 1981年3月21日 | 31   | 自由转会 | 北京国安       | 冬季     | 零                     |
| 20   | 中场 | 中国   | 徐亮              | 1981年8月12日 | 31   | 转会     | 北京国安       | 冬季     | 300万                  |
| 4    | 后卫 | 中国   | 李建滨            | 1989年4月19日 | 23   | 租借     | 广州恒大       | 冬季     | 冯仁亮转会交易的一部分 |
| 15   | 中场 | 中国   | 战怡麟            | 1989年9月20日 | 23   | 转会     | 上海东亚       | 冬季     | 150万                  |
| 12   | 后卫 | 中国   | 柏佳骏            | 1991年3月20日 | 21   | 转会     | 上海东亚       | 冬季     | 500万以上              |
| 27   | 前卫 | 阿根廷 | 帕特里西奥·托兰佐 | 1982年3月19日 | 30   | 转会     | 全男孩竞技     | 冬季     | 不详                   |
| 2    | 后卫 | 阿根廷 | 罗兰多·斯基亚维   | 1973年1月18日 | 39   | 自由转会 | 博卡青年       | 冬季     | 零                     |
| 11   | 前锋 | 叙利亚 | 菲拉斯·哈蒂布     | 1983年6月9日  | 29   | 转会     | 扎胡           | 冬季     | 不详                   |
| 9    | 前锋 | 佛得角 | 达迪              | 1981年8月13日 | 31   | 转会     | 利马索尔阿波罗 | 冬季     | 不详                   |

#### 转出
| 号码 | 位置 | 国籍     | 姓名            | 出生日期       | 年龄 | 性质     | 加盟球队       | 转会窗口 | 转会费                          |
| ---- | ---- | -------- | --------------- | -------------- | ---- | -------- | -------------- | -------- | ------------------------------- |
| 39   | 前锋 | 法國     | 尼古拉·阿内尔卡 | 1979年3月14日  | 33   | 转会     | 尤文图斯       | 冬季     | 零                              |
| 3    | 中场 | 巴西     | 莫伊塞斯        | 1979年7月25日  | 33   | 自由转会 | 葡萄牙人竞技   | 冬季     | 零                              |
| 6    | 中场 | 中国     | 于涛            | 1981年10月15日 | 31   | 自由转会 | 上海申鑫       | 冬季     | 零                              |
| 7    | 前卫 | 中国     | 冯仁亮          | 1988年5月12日  | 24   | 转会     | 广州恒大       | 冬季     | 1500-2000万                     |
| 13   | 后卫 | 中国     | 成亮            | 1977年3月3日   | 35   | 退役     | —              | 冬季     | —                               |
| 20   | 后卫 | 中国     | 吴曦            | 1989年2月19日  | 23   | 转会     | 江苏舜天       | 冬季     | 1500-2000万                     |
| 21   | 后腰 | 中国     | 王冠伊          | 1989年4月9日   | 23   | 自由转会 | 天津泰达       | 冬季     | 零                              |
| 29   | 前锋 | 澳大利亚 | 乔尔·格里菲斯   | 1979年8月21日  | 33   | 自由转会 | 悉尼足球俱乐部 | 冬季     | 零                              |
| 4    | 后卫 | 中国     | 王林            | 1987年9月19日  | 25   | 自由转会 | 杭州绿城       | 冬季     | 零                              |
| 4    | 后卫 | 中国     | 邱添一          | 1989年1月31日  | 23   | 转会     | 武汉卓尔       | 冬季     | 500万                           |
| 11   | 前锋 | 科特迪瓦 | 迪迪埃·德罗巴   | 1978年3月11日  | 34   | 转会     | 加拉塔萨雷     | 冬季     | 1000万欧元 （约合8100万人民币） |

## 赛事

### 2013年中超联赛
| 2013年3月9日 第一轮 | 上海申花 | 0 - 0 | 天津泰达 | 上海虹口          |
| 19:45 UTC+8         |          | 赛报  |          | 場館： 虹口体育场 |

| 2013年3月17日 第二轮 | 上海申鑫 | 0 - 1 | 上海申花  | 上海浦东            |
| 16:00 UTC+8          |          | 赛报  | 托兰佐 3' | 場館： 源深体育中心 |

| 2013年3月29日 第三轮 | 上海申花              | 2 - 2 | 辽宁宏运                    | 上海虹口                          |
| 19:45 UTC+8          | 哈蒂布 61' · 达迪 84' | 赛报  | 特里夫诺维奇 14' · 埃杜 36' | 場館： 虹口体育场 入場人數： 9637 |

| 2013年4月7日 第四轮 | 杭州大金绿城 | 0 - 0 | 上海申花 | 杭州                |
| 19:45 UTC+8         |              | 赛报  |          | 場館： 黄龙体育中心 |

| 2013年4月13日 第五轮 | 上海申花       | 2 - 1 | 山东鲁能泰山 | 上海虹口                                        |
| 19:45 UTC+8          | 哈蒂布 60' 78' | 赛报  | 尼库莱 18'   | 場館： 虹口足球场 入場人數： 12430 ： 阿里·沙班 |

| 2013年4月21日 第六轮 | 青岛中能             | 1 - 1 | 上海申花   | 青岛              |
| 15:30 UTC+8          | 李建滨 39'（乌龙球） | 赛报  | 达迪 90+2' | 場館： 天泰体育场 |

| 2013年4月28日 第七轮 | 上海申花              | 2 - 1 | 上海上港     | 上海虹口                  |
| 19:45 UTC+8          | 徐亮 70' · 莫雷诺 86' | 赛报  | 武磊 38'（） | 場館： 虹口足球场 ： 亚当 |

| 2013年5月4日 第八轮 | 武汉卓尔                | 3 - 3 | 上海申花                  | 武汉                |
| 15:35 UTC+8         | 朱挺 44' 51' · 李行 65' | 赛报  | 达迪 70' 77' · 哈蒂布 83' | 場館： 武汉体育中心 |

| 2013年5月10日 第九轮 | 上海申花                                      | 0 - 3 | 广州恒大                                                 | 上海虹口                                                              |
| 19:45 UTC+8          | 徐亮 26' · 莫雷诺 42' · 李建滨 60' · 戴琳 89' |       | 秦升 28' · 赵旭日 50' · 郜林 56' · 张琳芃 70' · 郜林 83' | 場館： 虹口足球场 入場人數： 23,457 ： 李俊 ： 张军，闻晓方 ： 徐富新 |

| 2013年5月18日 第十轮 | 江苏舜天               | 2 - 2 | 上海申花            | 上海虹口          |
| 19:40 UTC+8          | 陆博飞 10'（） 31'（） | 赛报  | 达迪 26' · 徐亮 39' | 場館： 虹口足球场 |

| 2013年5月26日 第十一轮 | 上海申花   | 1 - 0 | 北京国安 | 上海虹口          |
| 19:45 UTC+8            | 莫雷诺 63' | 赛报  |          | 場館： 虹口足球场 |

| 2013年6月1日 第十二轮 | 贵州人和                   | 2 - 2 | 上海申花                   | 贵阳                                          |
| 16:00 UTC+8           | 拉法·乔达 64' · 孙继海 90' | 赛报  | 哈蒂布 8' · 莫雷诺 19'（） | 場館： 贵阳奥体中心 入場人數： 18,356 ： 王津 |

| 2013年6月21日 第十三轮 | 上海申花 | 0 – 0 | 大连阿尔滨 | 上海虹口                                    |
| 19:45                  |          | 赛报  |            | 場館： 虹口足球场 入場人數： 10,245 ： 夏军 |

| 2013年6月26日 第十四轮 | 长春亚泰   | 1 – 0 | 上海申花     | 长春                        |
| 19:35                  | 伊萨克 40' | 赛报  | 王寿挺 90+2' | 場館： 经开体育场 ： 郭宝隆 |

| 2013年6月30日 第十五轮 | 上海申花       | 1 – 1 | 广州富力   | 上海虹口          |
| 19:45                  | 哈蒂布 43'（） | 赛报  | 科埃略 19' | 場館： 虹口足球场 |

| 2013年7月6日 第十六轮 | 天津泰达     | 1 - 1 | 上海申花 | 天津                          |
| 16:00                 | 瓦伦西亚 23' | 赛报  | 达迪 83' | 場館： 天津奥林匹克中心体育场 |

| 2013年7月13日 第十七轮 | 上海申花                | 2 - 0 | 上海申鑫 | 上海虹口                                             |
| 19:45                  | 莫雷诺 11' · 宋博轩 40' | 赛报  |          | 場館： 虹口足球场 入場人數： 12,235 ： 布伦顿·海沃德 |

| 2013年7月31日 第十八轮 | 辽宁宏运      | 1 - 1 | 上海申花   | 沈阳              |
| 19:35                  | 埃杜 90+'（） | 赛报  | 哈蒂布 68' | 場館： 铁西体育场 |

| 2013年8月8日 第十九轮 | 上海申花 | 0 - 1 | 杭州绿城     | 上海虹口          |
| 19:45                 |          | 赛报  | 大黑将志 68' | 場館： 虹口足球场 |

| 2013年8月10日 第二十轮 | 山东鲁能                    | 3 - 2 | 上海申花    | 济南              |
| 19:35                  | 洛维 56' 68'（） · 杨旭 82' | 赛报  | 达迪 3' 36' | 場館： 鲁能大球场 |

| 2013年8月17日 第二十一轮 | 上海申花   | 1 - 0 | 青岛中能 | 上海虹口          |
| 19:45                    | 莫雷诺 67' | 赛报  |          | 場館： 虹口足球场 |

| 2013年8月22日 第二十二轮 | 上海上港 | 0 - 1 | 上海申花   | 上海徐汇          |
| 19:45                    |          | 赛报  | 莫雷诺 51' | 場館： 上海体育场 |

| 2013年8月31日 第二十三轮 | 上海申花                | 2 - 1 | 武汉卓尔       | 上海虹口          |
| 19:45                    | 莫雷诺 35'（） 90+'（） | 赛报  | 登贝莱 14'（） | 場館： 虹口足球场 |

| 2013年9月13日 第二十四轮 | 广州恒大                | 2 - 1 | 上海申花       | 广州              |
| 19:45                    | 郜林 49' · 埃尔克森 81' | 赛报  | 莫雷诺 54'（） | 場館： 天河体育场 |

| 2013年9月21日 第二十五轮 | 上海申花            | 2 - 1 | 江苏舜天 | 上海虹口          |
| 19:45                    | 达迪 46' · 徐亮 70' | 赛报  | 吉翔 30' | 場館： 虹口足球场 |

| 2013年9月28日 第二十六轮 | 北京国安            | 2 - 0 | 上海申花 | 北京              |
| 19:35                    | 皮特·乌塔卡 45' 56' | 赛报  |          | 場館： 工人体育场 |

| 2013年10月6日 第二十七轮 | 上海申花                      | 2 - 1 | 贵州人和                    | 上海虹口          |
| 19:45                    | 菲拉斯·哈蒂布 75'（） 81'（） | 赛报  | 罗兰多·斯基亚维 30'（乌龙） | 場館： 虹口足球场 |

| 2013年10月19日 第二十八轮 | 大连阿尔滨 | 1 - 0 | 上海申花 | 哈尔滨                |
| 15:35                     | 赵和靖     | 赛报  |          | 場館： 大连金州体育场 |

| 2013年10月30日 第二十九轮 | 上海申花       | 2 - 1 | 长春亚泰      | 上海虹口          |
| 19:35                     | 莫雷诺 59' 87' | 赛报  | 扬·雷泽克 24' | 場館： 虹口足球场 |

| 2013年11月3日 第三十轮 | 广州富力       | 4 - 2 | 上海申花          | 广州                |
| 15:35                  | 雅库布 25'（） | 赛报  | 菲拉斯·哈蒂布 62' | 場館： 越秀山体育场 |

### 中国足协杯
| 2013年5月22日 第三轮 | 上海申花                | 2 - 3 | 大理锐龙                         | 上海虹口                                   |
| 19:45                | 王长庆 34' · 曹赟定 89' |       | 王鹏 13' · 郑汪洋 72' · 馬賽 76' | 場館： 虹口足球场 入場人數： 3,123 ： 张越 |

### 季前赛/友谊赛
| 2013年1月11日 阿根廷集训教学赛 | 阿尔多希维        | 1 – 0 | 上海申花 | 阿根廷, 马德普拉塔                |
| 下午 (UTC-3)                   | 马蒂亚斯·希格丝 · | 报告  |          | 場館： 卡德特斯圣马丁俱乐部体育场 |

| 2013年1月12日 阿根廷集训教学赛 | 河床                        | 2 – 0 | 上海申花 | 阿根廷, 马德普拉塔 |
| 12:00 (UTC-3)                  | 毛罗·迪亚兹 · 罗德里格·莫拉 | 报告  |          |                    |

| 2013年1月16日 阿根廷集训教学赛 | 奥林波              | 1 – 0 | 上海申花 | 阿根廷, 马德普拉塔 |
| 9:00 (UTC-3)                   | 桑切斯·索特罗 23' · | 报告  |          |                    |

| 2013年1月18日 阿根廷集训教学赛 | 班菲尔德                              | 3 – 1 | 上海申花        | 阿根廷, 马德普拉塔 |
| 10:00 (UTC-3)                  | 帕布罗·洛佩兹 · 普里乔达 · 替补球员 · | 报告  | 吉奥瓦尼·莫雷诺 |                    |

| 2013年1月19日 阿根廷集训教学赛 | 阿根廷老虎                    | 2 – 0 | 上海申花 | 阿根廷, 马德普拉塔 |
| 9:30 (UTC-3)                   | 阿莱扬德罗·多纳蒂 · 鲁本·博塔 | 报告  |          |                    |

| 2013年1月23日 阿根廷集训正式比赛 | 圣塔马里纳 | 6 – 2 | 上海申花 | 阿根廷, 马德普拉塔 |
| 7:00 (UTC-3)                     | 布里特斯 · | 报告  | 宋博轩   |                    |

| 2013年2月8日 内部教学赛 | 上海申花       | 1 – 2 | 上海全运队（东亚梯队）   | 中国, 上海                                    |
| 上午 (UTC-3)            | 王长庆 第二节' | 报告  | 第一节' · 林创益 第三节' | 場館： 上海申花足球训练基地（沪南公路2600号） |

| 2013年2月18日 韩国集训教学赛 | 昌源FC | 1 – 0 | 上海申花 | 韩国, 釜山  |
| 15:00 (UTC+9)                | 15'    | 报告  |          | 場館： 釜山 |

| 2013年2月20日 韩国集训教学赛 | 金海FC | 1 – 2 | 上海申花              | 韩国, 釜山  |
| 14:00 (UTC+9)                | 23'    | 报告  | 哈蒂布 13', 45'（点） | 場館： 釜山 |

| 2013年2月22日 韩国集训教学赛 | 釜山偶像                                                         | 6 – 2 | 上海申花                                    | 韩国, 釜山                |
| 14:00 (UTC+9)                | 李正基 15' · 李正浩 25' · 朴钟佑 35'（） 75' · 下半场' · 下半场' | 报告  | 吉奥瓦尼·莫雷诺 50'（） · 菲拉斯·哈蒂布 65' | 場館： 釜山江西区体育公园 |

| 2013年2月24日 韩国集训教学赛 | 庆州水利核电 | 0 – 1 | 上海申花 | 韩国, 釜山  |
| 下午 (UTC+9)                 |              | 报告  | 姜昆 10' | 場館： 釜山 |

### 2013年上海国际足球邀请赛
| 2012年6月5日 第一轮 | 上海申花 | 0 – 1 | 大田市民   | 上海虹口          |
| 19:30 (UTC-8)       |          | 报告  | 韩德熙 50' | 場館： 虹口足球场 |

| 2012年6月7日 第二轮 | 上海申花   | 1 – 2 | 自由州星队                | 上海虹口          |
| 19:30 (UTC-8)       | 殷锡福 59' | 报告  | ?? 24' · Danny Venter 72' | 場館： 虹口足球场 |

| 2013年6月9日 第三轮 | 上海申花 | 4 – 1   | 庆南FC | 上海虹口          |
| 19:45 (北京时间)    |          | [ 报告] |        | 場館： 虹口足球场 |